# Кабыргатал (Зайсанский район)
Кабыргатал (каз. Қабырғатал) — село в Зайсанском районе Восточно-Казахстанской области Казахстана. Входит в состав Каратальского сельского округа. Код КАТО — 634635300.

## Население
В 1999 году население села составляло 35 человек (18 мужчин и 17 женщин). По данным переписи 2009 года, в селе проживало 76 человек (40 мужчин и 36 женщин).